# Wat keek...
Wat Keek... was een Nederlands televisieprogramma dat in de zomer van 2008 werd uitgezonden.
Het programma werd uitgezonden door de KRO op Nederland 3. Het programma was elke werkdag te zien tussen 20.25 en 21.00. In dit programma blikten bekende Nederlanders terug op televisieprogramma's die zij vroeger bekeken.

## Gasten
- 28 juli 2008 - Nicolette Kluijver
- 29 juli 2008 - Arie Boomsma
- 30 juli 2008 - Jeroen van Koningsbrugge
- 31 juli 2008 - Mirella van Markus
- 2 augustus 2008 - Sebastiaan Labrie